# 距离矩阵
在数学中, 一个距离矩阵是一个各項元素為点之间距离的矩阵（二维数组）。因此给定N个欧几里得空间中的点，其距离矩阵就是一个非负实数作为元素的N×N的对称矩阵距离矩阵和邻接矩阵概念相似，其区别在于后者仅包含元素（点）之间是否有連邊，并没有包含元素（点）之间的连通的距离的訊息。因此，距离矩阵可以看成是邻接矩阵的加权形式。
举例来说，我们分析如下二维点a至f。在这里，我们把点所在像素之间的欧几里得度量作为距离度量。
其距离矩阵为：
|   | a   | b   | c   | d   | e   | f   |
| - | --- | --- | --- | --- | --- | --- |
| a | 0   | 184 | 222 | 177 | 216 | 231 |
| b | 184 | 0   | 45  | 123 | 128 | 200 |
| c | 222 | 45  | 0   | 129 | 121 | 203 |
| d | 177 | 123 | 129 | 0   | 46  | 83  |
| e | 216 | 128 | 121 | 46  | 0   | 83  |
| f | 231 | 200 | 203 | 83  | 83  | 0   |

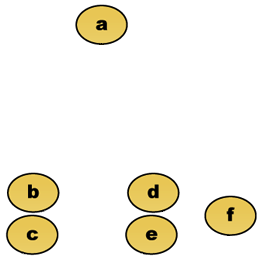
原始数据

距离矩阵的这些数据可以进一步被看成是图形表示的热度图（如下图所示），其中黑色代表距离为零，白色代表最大距离。

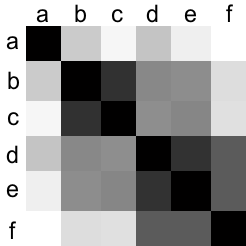
图形表示

在生物信息学中，距离矩阵用来表示与坐标系无关的蛋白质结构，还有序列空间中两个序列之间的距离。这些表示被用在结构比对，序列比对，还有在核磁共振，X射线和结晶学中确定蛋白质结构。
有时候距离矩阵也被称作相似性矩阵。

## 另外参见
- 数据分类
- 计算机视觉